# Księgarnia Akademicka
Księgarnia Akademicka – wydawnictwo naukowe, funkcjonuje na rynku wydawniczym od 1992 r., publikując corocznie około 100 tytułów. Są to: książki profesorskie, rozprawy habilitacyjne i doktorskie, wybrane prace magisterskie, materiały z sesji naukowych, księgi pamiątkowe, specjalistyczne periodyki oraz różnego typu opracowania, w szczególności z zakresu szeroko pojętej humanistyki (m.in. archeologia, bibliologia, historia, teatrologia, historia sztuki, etnologia, kulturoznawstwo, literaturoznawstwo, filologia, językoznawstwo, przekładoznawstwo), ale także nauk prawnych (prawo, administracja, zarządzanie), politycznych (politologia, stosunki międzynarodowe), społecznych (socjologia, medioznawstwo), ścisłych (ekonomia, informatyka) oraz medycznych.
Księgarnia Akademicka posiada także własną księgarnię, specjalizującą się w publikacjach naukowych.
Strona wydawnictwa. [dostęp 2018-08-16].